# Kanton Saint-Étienne-de-Tinée
Der Kanton Saint-Étienne-de-Tinée war bis 2015 ein französischer Wahlkreis im Arrondissement Nizza, im Département Alpes-Maritimes und in der Region Provence-Alpes-Côte d’Azur. Hauptort (frz.: chef-lieu) war Saint-Étienne-de-Tinée.
Der Kanton war 352,82 km² groß und hatte 2170 Einwohner (Stand 2012).

## Gemeinden
| Gemeinde                | Einwohner (Stand: 2022) | Code postal | Code Insee |
| ----------------------- | ----------------------- | ----------- | ---------- |
| Isola                   | 652                     | 06420       | 06073      |
| Saint-Dalmas-le-Selvage | 102                     | 06660       | 06119      |
| Saint-Étienne-de-Tinée  | 1269                    | 06660       | 06120      |